# Gambela (woreda)
Cet article court présente un sujet plus développé dans : Gambela Zuria et Gambela (ville).
Le woreda Gambela est un ancien woreda de l'ouest de l'Éthiopie. 
Situé dans la « zone 1 » de la région Gambela, il compte 26 439 habitants au recensement de 1994.
Il se subdivise, avant le recensement de 2007, entre Gambela Zuria et le woreda de la capitale régionale : Gambela.